# Piteå flygklubb
Piteå flygklubb är en ideell förening belägen på Långnäsfältet, 15 kilometer nordväst om Piteå tätort. Klubben bildades 1966. Flygfältet har en asfalterad bana som är 1000 meter lång. I anslutning till fältet finns även en sjöflygplats, där klubben bedriver verksamhet. Klubben förfogar över två olika flygplan av typerna Piper PA-28 och Tobago TB10. Under sommarhalvåret är flygklubben ansvarig för södra Norrbottens luftburna brandbevakning, tillsammans med flygplan baserade i Arvidsjaur.
Sommartid arrangeras återkommande Pite Dragway på flygfältet. Det är en tävling där dragracingbilar tävlar mot varandra på en sträcka av 402,3 m.